# Juridisch geslacht
Het juridische geslacht wordt opgetekend in de geboorteakte en staat in de meeste landen vast voor het leven. De sekseregistratie werd in onder meer Nederland zoals de hele bevolkingsadministratie ingevoerd door Napoleon om de legerdienst te organiseren en om huwelijks- en erfeniswetten vast te leggen.

## Nederland
Van een pasgeborene wordt het geslacht geregistreerd in de geboorteakte en de Basisregistratie Personen, tenzij het geslacht twijfelachtig is, in welk geval wordt geregistreerd "het geslacht is niet kunnen worden vastgesteld" (vermelding "X" of "onbekend", genderneutraal). Binnen drie maanden na de geboorte wordt het geslacht, indien dit inmiddels medisch is vastgesteld, alsnog geregistreerd aan de hand van een medische verklaring. Is binnen deze termijn geen medische verklaring overlegd, of blijkt uit de de medische verklaring dat het geslacht niet kan worden vastgesteld, bijvoorbeeld bij een interseksevariatie, dan blijft de X gehandhaafd. Dit komt overigens zelden voor.

### Geslachtsregistratie wijzigen
Artikel 28-28c van Boek 1 van het Burgerlijk Wetboek bepaalt dat de geslachtsregistratie in de geboorteakte en de Basisregistratie Personen kan worden gewijzigd door iedere Nederlander van zestien jaar of ouder die de overtuiging heeft niet het geslacht te hebben dat in de geboorteakte is vermeld. Daartoe moet diegene aangifte doen bij de ambtenaar van de burgerlijke stand onder wie de akte berust, waarbij een verklaring van een deskundige wordt overlegd waarin staat dat de betrokkene heeft verklaard ervan overtuigd te zijn niet het geslacht te hebben dat in de geboorteakte is vermeld en er tegenover de deskundige blijk van heeft gegeven de voorlichting omtrent de reikwijdte en de betekenis van deze staat te hebben begrepen en de wijziging van de vermelding van het geslacht in de geboorteakte weloverwogen te blijven wensen. Als de deskundige serieuze redenen heeft om aan de gegrondheid van bedoelde overtuiging te twijfelen geeft deze de verklaring niet af. De verklaring kan worden afgegeven door een 'genderteam' of door een psycholoog of arts die de overheid daarvoor heeft aangewezen. Als aangifte en deskundigenverklaring in orde zijn en verwerkt, dan wordt aan de geboorteakte een vermelding toegevoegd van wijziging van het geslacht. Op basis van die wijziging wordt ook de Basisregistratie Personen bijgewerkt en kan de betrokkene een identiteitskaart, paspoort en rijbewijs aanvragen met de nieuwe geslachtsaanduiding en voornamen.
In 2018 was rechtbank Limburg van oordeel dat de beleving noch man noch vrouw (non-binair) te zijn als zodanig in de akten van de burgerlijke stand opgetekend zou moeten kunnen worden, maar overwoog dat dit nog niet mogelijk was, en dat het aan de wetgever is om hierin keuzes en wetgeving te maken. Wel verzocht de rechtbank de ambtenaar van de burgerlijke stand te Roermond om de geboorteakte van de belanghebbende waarin deze als vrouw vermeld stond door te halen en in een nieuw op te maken geboorteakte bij geslacht op te nemen "het geslacht is niet kunnen worden vastgesteld", net als in de situatie dat het geslacht drie maanden na de geboorte nog niet kon worden vastgesteld en ook daarna niet alsnog in de geboorteakte is vastgelegd.

### Wetsvoorstel 2019
In 2019 diende minister Dekker (voor Rechtsbescherming) een wetswijziging in, Wetsvoorstel tot wijziging van Boek 1 van het Burgerlijk Wetboek in verband met het veranderen van de voorwaarden voor wijziging van de vermelding van het geslacht in de akte van geboorte. Het betreft het afschaffen van de eis van een deskundigenverklaring. Het wordt dan voldoende dat de betrokkene verklaart de overtuiging te hebben niet het geslacht te hebben dat in de geboorteakte is vermeld. Er is dan nog wel een bedenktijd van vier weken; als de betrokkene daarna de overtuiging nog eens bevestigt wordt het juridische geslacht aangepast. Geslachtskenmerken en genderexpressie zijn niet van belang bij de wijziging van het juridisch geslacht. Eventueel terugveranderen gaat op dezelfde wijze. Voor een derde verandering is instemming van de rechter nodig.
In reacties komen bezwaren naar voren tegen het voorstel in bepaalde gevallen van indeling naar geslacht, bijvoorbeeld bij gevangenissen. De facto zou het een gedetineerde vrije keuze geven tussen een mannen- en een vrouwengevangenis of -afdeling. Bij het wetsvoorstel is in december 2021 een amendement ingediend om een wijziging van "m" of "v" naar "x" (non-binair) op dezelfde wijze mogelijk te maken. Hierover heeft de regering de zienswijze aangevraagd van de Vereniging van Nederlandse Gemeenten, de Nederlandse Vereniging voor Burgerzaken en de Staatscommissie Internationaal Privaatrecht. Na ontvangst van deze zienswijzen zal het amendement met deze reacties per omgaande voor advies worden voorgelegd aan de Afdeling advisering van de Raad van State.
Bij alle ministeries is uitvraag gedaan naar de gevolgen voor wet- en regelgeving van een geslachtsvermelding "x". Op het terrein van het ministerie van Binnenlandse Zaken en Koninkrijksrelaties dient in de Wet Basisregistratie Personen (BRP) te worden bezien of de term "moeder" moet worden vervangen door persoon / ouder uit wie het kind geboren is, zodat direct uit de Wet BRP duidelijk wordt dat het niet altijd om een vrouw hoeft te gaan. Op het terrein van het ministerie van Buitenlandse Zaken komen in de Rijkswet op het Nederlanderschap de binaire indelingen 'man', 'vrouw', 'vader' en 'moeder' voor. Verder dient voor het vaststellen van afstamming en daarmee het Nederlanderschap te worden vastgesteld wie de vader en wie de moeder is. Het geregistreerde geslacht is dan van belang. Uitdagingen zijn te voorzien in de uitvoeringspraktijk, mede ook vanuit internationaal perspectief. Op het terrein van het ministerie van Justitie en Veiligheid komen binaire indelingen veelvuldig voor in het Burgerlijk Wetboek, en ook wel in het Wetboek van Strafrecht. In de Beginselenwet justitiële jeugdinrichtingen en de Ambtsinstructie voor de politie, de koninklijke marechaussee en andere opsporingsambtenaren wordt een indeling van 'vrouwen' en 'mannen' gemaakt en is opgenomen dat onderzoek aan kleding (zoveel mogelijk) door iemand van 'hetzelfde geslacht' plaatsvindt. In de Penitentiaire beginselenwet wordt ook een indeling van 'vrouwen' en 'mannen' gemaakt. Tussen mannelijke en vrouwelijke gedetineerden wordt onderscheid gemaakt in het kader van selectie, plaatsing en overplaatsing. Op het terrein van het ministerie van Infrastructuur en Waterstaat wordt onderscheid gemaakt tussen 'mannen' en 'vrouwen', hetgeen te maken heeft met de fysieke eigenschappen van beide en risicofactoren voor mannen, respectievelijk vrouwen in het kader van een keuring. Bij een geslachtsvermelding 'x' zullen ten behoeve van lagere regelgeving beleidskeuzes moeten worden gemaakt. Bijvoorbeeld in het geval de toepasselijkheid van een regeling afhankelijk is van de fysieke eigenschappen van de 'x' geregistreerde of in het geval een registratie van mannen en vrouwen aan boord bekend moet zijn vanwege de noodzakelijke medicatie aan boord.
In april 2024 heeft de Tweede Kamer een motie aangenomen die de destijds demissionaire regering verzocht het wetsvoorstel binnen een maand in te trekken. De regering koos echter voor de voortzetting van de normale, zorgvuldige behandeling. In juli 2025 is het wetsvoorstel alsnog ingetrokken.
Van 27 oktober tot 8 december 2023 liep er een internetconsultatie, georganiseerd door het Ministerie van Justitie en Veiligheid en de Tweede Kamer der Staten-Generaal, om burgers in de gelegenheid te stellen te reageren op het wetsvoorstel Voorstel van wet van het lid Van Ginneken tot wijziging van Boek 1 van het Burgerlijk Wetboek in verband met het vereenvoudigen van het registreren van een non-binaire geslachtsvermelding in de akte van geboorte.

### Jurisprudentie 2021
In een zaak in 2021 heeft de rechtbank in Arnhem besloten dat mensen een x in een paspoort kunnen krijgen zonder de verklaring van een deskundige.

### Geschiedenis
Van 1 juli 1985 tot 1 juli 2014 was een administratieve wijziging van het juridisch geslacht alleen mogelijk via de rechtbank. Bovendien golden de aanvullende eisen dat de betrokkene lichamelijk aan het verlangde geslacht was aangepast voor zover dit uit medisch of psychologisch oogpunt mogelijk en verantwoord was, en, als mannelijk in de akte van geboorte vermeld staande, nooit meer in staat zou zijn kinderen te verwekken, dan wel als vrouwelijk in de akte van geboorte vermeld staande, nooit meer in staat zou zijn kinderen te baren.

## België
In België is het sinds de inwerkingtreding op 1 januari 2018 van de 'transgenderwet' van 2017 mogelijk het geslacht te veranderen zonder enige medische voorwaarden. Voortaan volstaat het dat iemand de overtuiging heeft dat het geslacht vermeld in zijn akte van geboorte niet overeenstemt met zijn innerlijk beleefde genderidentiteit. De betrokkene moet twee keer verschijnen bij de burgerlijke stand, met een tussenperiode van minstens drie maanden. Hoewel de geslachtsverandering "in principe onherroepelijk" is, kan de familierechtbank nieuwe aanpassingen toestaan mits bewijs van uitzonderlijke omstandigheden. Wijziging van juridisch geslacht is mogelijk sinds 2007, maar in eerste instantie moest hiervoor een verklaring afgegeven van een psychiater en een chirurg waarin werd vermeld dat de betrokkene een geslachtsaanpassing had ondergaan en niet meer in staat was om overeenkomstig het vroegere geslacht kinderen te verwekken. Het aantal aanvragen voor voornaamswijzigingen bij transgenders sinds 2012 is in de tabel hieronder weergegeven. Sinds de versoepelde wet van kracht werd op 1 januari 2018, noteerde de FOD Justitie tevens een sterke stijging van het aantal aanvragen.
| Jaar | Totaal aantal | Aantal in Nederlands | Aantal in Frans |
| ---- | ------------- | -------------------- | --------------- |
| 2012 | 115           | 58                   | 57              |
| 2013 | 85            | 59                   | 26              |
| 2014 | 95            | 77                   | 18              |
| 2015 | 116           | 86                   | 30              |
| 2016 | 183           | 139                  | 44              |
| 2017 | 208           | 162                  | 46              |

## Elders in de wereld
In de meeste landen waar een wettelijke geslachtsaanpassing mogelijk is, gaat men uit van de biologische, lichamelijke interpretatie van geslacht (man=XY-chromosomen, vrouw=XX-chromosomen). Als voorwaarden voor een wettelijke geslachtsverandering kan soms de onmogelijkheid tot voortplanting, of een ongehuwde burgerlijke staat als criterium worden gesteld. In sommige landen, ook die behorende bij de EU, vooral de landen met een Angelsaksisch rechtssysteem, is het nog niet mogelijk om juridisch van geslacht te veranderen. Bij emigratie naar zo'n land, wordt echter wel de oorspronkelijke geslachtsvermelding van de geboorteakte doorgegeven. Ook rechtsplegingen uit het vroegere leven vervallen niet: een 'vader' blijft dat, ook al is deze inmiddels juridisch gezien vrouw.

### Verenigde Staten
Sinds 15 juni 2017 kan een inwoner van de Amerikaanse staat Oregon op aanvraagformulieren voor officiële documenten als rijbewijs en identiteitsbewijs behalve "man" of "vrouw" ook "x" invullen als geslacht. Men geeft daarmee aan, niet als man of vrouw te willen worden beschouwd.
Sinds 2022 kan bij aanvraag van een VS-paspoort vrijelijk gekozen worden tussen M, F en X. Dit mag anders zijn dan op het vorige paspoort en op andere documenten zoals het rijbewijs. (Dit is een federale aangelegenheid, dus onafhankelijk van de staat.) Het is echter geen garantie dat de gemaakte keuze in andere landen geen problemen geeft.

### Olympische Spelen
Soms telt men zelfs na een volledige lichamelijke en wettelijke geslachtsaanpassing niet altijd als iemand van het gewenste geslacht; het Internationaal Olympisch Comité heeft in 2004 besloten dat transseksuelen pas vier jaar na de geslachtsaanpassende operatie mee mogen doen aan sportcompetities met andere personen van hetzelfde geslacht.